# Познанские
Познанские (пол. Poznański) — дворянский род.
Происходят от Осипа-Павла Познанскаго, которому пожалован герб в 1765 году, вместе с потомственным дворянством, грамотою Короля Польского Станислава Августа.

## Описание герба
В красном поле подкова передком вверх; на передке и в подкове по серебряному кавалерскому кресту. 
В навершии шлема дворянская корона. Герб Божаволя 2 (употребляют: Познанские) внесен в Часть 1 Гербовника дворянских родов Царства Польского, стр. 93.